# Уилям Морис Дейвис
Уилям Морис Дейвис (на английски: William Morris Davis) е американски географ и геолог, основоположник на американската геоморфоложка школа. Автор на учението за морфоложките цикли и на теорията за последователността в развитието на релефа.

## Биография
Роден е на 12 февруари 1850 година във Филаделфия, Пенсилвания, в семейство на квакери. Завършва Харвардския университет през 1870 г. с магистърска степен по инженерство.
Три години работи като метеоролог в Кордоба, Аржентина, а през 1879 става преподавател по геология в Харвард. Дейвис не завършва докторска степен, затова е назначен за пълен професор едва през 1890 г. Той остава в академичните среди и обучението през целия си живот. Оттегля се от Харвард през 1911.
Дейвис е основател на Асоциацията на американските географи през 1904 г. и е силно ангажиран с Националното географско дружество в ранните си години, за написването на редица статии за списанието.
Умира на 5 февруари 1934 година в Пасадина, Калифорния, малко преди 84-тия си рожден ден.

## Научна дейност
През 1899 година публикува статия, посветена на географския цикъл, в която предлага убедителна теория за развитието на релефа на земната кора. Допълва тази теория в редица изследвания и тя става основна теория за развитието на релефа. Това е първата теория за развитието на земната повърхнина, върху която се изгражда оформилата се вече наука за развитието на релефа – геоморфологията.